# Мицик Юліан Олегович
Мицик Юліан Олегович — український уролог, Доктор медичних наук. Професор.

## Біографічні відомості
В 2009 році захистив кандидатську дисертацію із спеціальності «урологія» на тему «Функціональні розлади сечовипускання у хворих з доброякісною гіперплазією передміхурової залози до та після трансуретральної резекції, їх діагностика та лікування».
В 2018 р. захистив докторську дисертацію із спеціальності «урологія» на тему «Застосування променевих та молекулярних біомаркерів у діагностиці, оцінці ефективності лікування та прогнозуванні виживаності у хворих із раком нирки».
Професор кафедри урології Львівського національного медичного університету імені Данила Галицького.
Автор та співавтор 169 публікацій, з них 35 в закордонних фахових виданнях, 12 патентів України на корисні моделі, 16 посвідчень на раціоналізаторські пропозиції, 14 методичних вказівок для студентів та лікарів-інтернів. Є співавтором підручника «Невідкладна урологія». Співорганізатор Українсько-польської конференції з урології. 
Член Європейської асоціації урологів, Міжнародної асоціації урології, Спілки Онкоурологів України та Європейської асоціації радіологів. 
Член наукової ради закордонних фахових видань European Journal of Medical Technologies та MedTube Science.
2015—2016 рр. член Громадської Ради при Львівській обласній державній адміністрації та її Комісії з питань охорони здоров’я. 
2015—2019 рр. член правління ГО «Українське Лікарське Товариство у Львові».